# Federico I de' Rossi

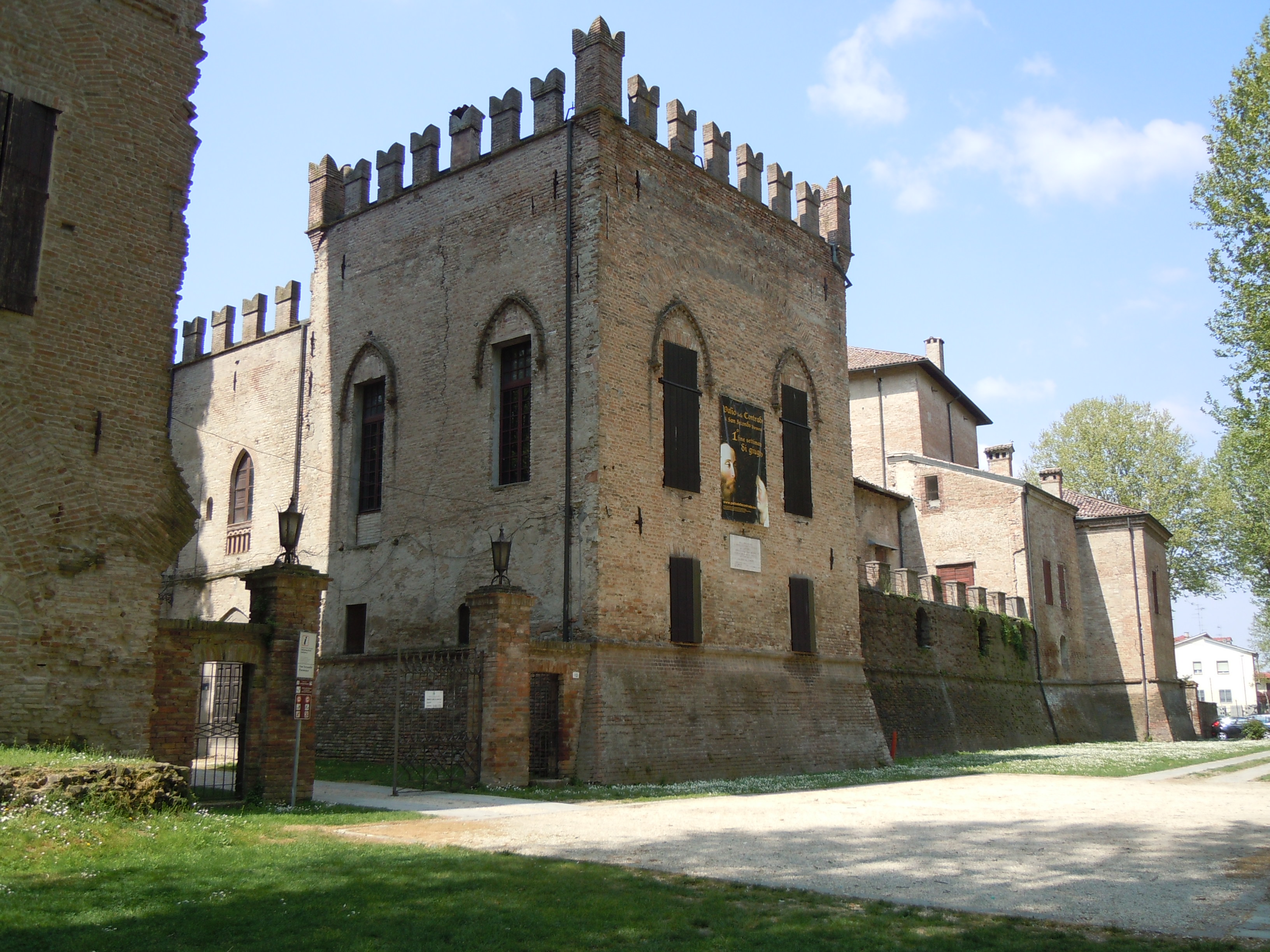
Rocca dei Rossi di San Secondo.

Federico I de' Rossi, marchese di San Secondo (San Secondo Parmense, 18 maggio 1580 – San Secondo Parmense, 22 marzo 1632), è stato un generale italiano del XVI secolo, quinto marchese  e decimo conte di San Secondo.

## Biografia
Figlio di Pietro Maria e di Isabella Simonetta, nipote di Troilo II, successe alla giovane età di tredici anni al fratello Troilo III morto prematuramente nel 1593. Militò fra le file dello stato di Milano venendo nominato maestro di campo quando la città lombarda venne assalita dalle truppe di Enrico IV. Partecipò poi alla guerra di successione di Mantova e del Monferrato agli ordini di Pietro da Toledo, distinguendosi nel teatro piemontese a Verrua di Vercelli. In seguito fu al servizio dei genovesi nella disputa per il possesso del Marchesato di Zuccarello.
Grazie ai servigi prestati a differenti stati Federico fu uomo ricco dal momento che possedeva all'inizio del 1600 entrate prossime ai 14000 scudi, aumentò inoltre il prestigio della propria casata grazie a matrimoni illustri quanto sventurati causa la breve vita delle mogli: nel 1596 sposò Isabella figlia del conte Renato Borromeo, fratello del cardinale Federico Borromeo; nel 1606 sposò Caterina, figlia naturale e legittimata del cardinal Francesco Sforza e, infine, in terze nozze il 30 maggio 1621 sposò Orsina di Taddeo Pepoli. Le entrate e le doti delle mogli, permisero a Federico di fare importanti opere all'interno del suo feudo, restaurando e completando la Rocca, fondando nel 1610 il convento dei Cappuccini, che era collocato fuori dal centro abitato di San Secondo in direzione Roccabianca, convento che fu poi chiuso durante i primi del 1800 e demolito a metà del XX secolo. Fra le varie opere urbanistiche che promosse a San Secondo si ricorda anche l'inizio della costruzione dell'Ospedale della Misericordia.
Morì di podagra nel 1632.

## Discendenza

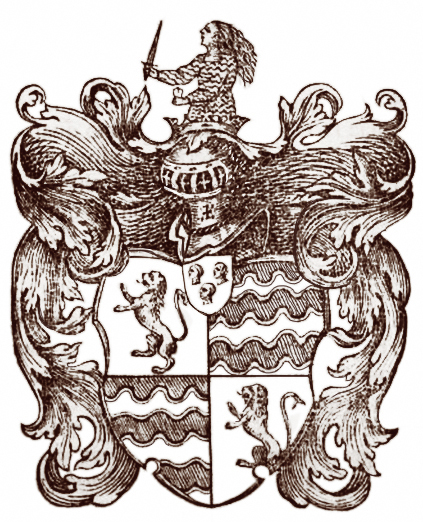
Stemma dei Rossi di San Secondo.

Dal matrimonio con Isabella Borromeo nacquero:
- Pietro Maria (1597-1620);
- Federico (1598-1626);
- Isabella (1600);
- Ersilia Rossi (1602);
- Troilo IV de' Rossi (1601).

Dal matrimonio con Caterina Sforza non nacquero figli.
Dal matrimonio con Orsina Pepoli nacquero:
- Pier Maria IV de' Rossi (1620);
- Eleonora Rossi (1622);
- Orsina Rossi (1623);
- Scipione I de' Rossi (1628);
- Ettore Rossi (1629).

## Ascendenza
|                                                  |                                      |                                   | Genitori                                      |  |  | Nonni |  |  | Bisnonni                                             |  |  | Trisnonni                                     |  |
|                                                  |                                      |                                   |                                               |  |  |       |  |  | Pier Maria III de' Rossi, II marchese di San Secondo |  |  | Troilo I de' Rossi, I marchese di San Secondo |  |
|                                                  |                                      |                                   |                                               |  |  |       |  |  | Pier Maria III de' Rossi, II marchese di San Secondo |  |  | Troilo I de' Rossi, I marchese di San Secondo |  |
|                                                  |                                      | Bianca Riario                     |                                               |  |  |       |  |  | Pier Maria III de' Rossi, II marchese di San Secondo |  |  |                                               |  |
| Troilo II de' Rossi, III marchese di San Secondo |                                      |                                   |                                               |  |  |       |  |  | Pier Maria III de' Rossi, II marchese di San Secondo |  |  |                                               |  |
|                                                  |                                      | Camilla Gonzaga di Vescovato      | Giovanni Gonzaga, I signore di Vescovato      |  |  |       |  |  |                                                      |  |  |                                               |  |
|                                                  |                                      | Camilla Gonzaga di Vescovato      | Giovanni Gonzaga, I signore di Vescovato      |  |  |       |  |  |                                                      |  |  |                                               |  |
|                                                  |                                      | Camilla Gonzaga di Vescovato      | Laura Bentivoglio                             |  |  |       |  |  |                                                      |  |  |                                               |  |
| Pietro Maria de' Rossi                           |                                      | Camilla Gonzaga di Vescovato      |                                               |  |  |       |  |  |                                                      |  |  |                                               |  |
|                                                  |                                      | Uguccione Rangoni                 | Antonio Rangoni                               |  |  |       |  |  |                                                      |  |  |                                               |  |
|                                                  |                                      | Uguccione Rangoni                 | Antonio Rangoni                               |  |  |       |  |  |                                                      |  |  |                                               |  |
|                                                  |                                      | Uguccione Rangoni                 | …                                             |  |  |       |  |  |                                                      |  |  |                                               |  |
| Eleonora Rangoni                                 |                                      | Uguccione Rangoni                 |                                               |  |  |       |  |  |                                                      |  |  |                                               |  |
|                                                  |                                      | Lucrezia Rangoni                  | Francesco Maria Rangoni                       |  |  |       |  |  |                                                      |  |  |                                               |  |
|                                                  |                                      | Lucrezia Rangoni                  | Francesco Maria Rangoni                       |  |  |       |  |  |                                                      |  |  |                                               |  |
|                                                  |                                      | Lucrezia Rangoni                  | Lucia Rusca                                   |  |  |       |  |  |                                                      |  |  |                                               |  |
| Federico I de' Rossi, V marchese di San Secondo  |                                      | Lucrezia Rangoni                  |                                               |  |  |       |  |  |                                                      |  |  |                                               |  |
|                                                  | Alessandro Simonetta, conte palatino | Giovanni Simonetta                |                                               |  |  |       |  |  |                                                      |  |  |                                               |  |
|                                                  | Alessandro Simonetta, conte palatino | Giovanni Simonetta                |                                               |  |  |       |  |  |                                                      |  |  |                                               |  |
|                                                  | Alessandro Simonetta, conte palatino | Caterina Barbavara                |                                               |  |  |       |  |  |                                                      |  |  |                                               |  |
| Scipione Simonetta, conte palatino               | Alessandro Simonetta, conte palatino |                                   |                                               |  |  |       |  |  |                                                      |  |  |                                               |  |
|                                                  |                                      | Antonia Castiglioni               | Giannantonio Castiglioni, conte palatino      |  |  |       |  |  |                                                      |  |  |                                               |  |
|                                                  |                                      | Antonia Castiglioni               | Giannantonio Castiglioni, conte palatino      |  |  |       |  |  |                                                      |  |  |                                               |  |
|                                                  |                                      | Antonia Castiglioni               | Elisabetta Arconati                           |  |  |       |  |  |                                                      |  |  |                                               |  |
| Isabella Simonetta                               |                                      | Antonia Castiglioni               |                                               |  |  |       |  |  |                                                      |  |  |                                               |  |
|                                                  |                                      | Dionigi Brivio, patrizio milanese | Giovanni Francesco Brivio, conte di Melegnano |  |  |       |  |  |                                                      |  |  |                                               |  |
|                                                  |                                      | Dionigi Brivio, patrizio milanese | Giovanni Francesco Brivio, conte di Melegnano |  |  |       |  |  |                                                      |  |  |                                               |  |
|                                                  |                                      | Dionigi Brivio, patrizio milanese | Margherita Landriani                          |  |  |       |  |  |                                                      |  |  |                                               |  |
| Margherita Brivio                                |                                      | Dionigi Brivio, patrizio milanese |                                               |  |  |       |  |  |                                                      |  |  |                                               |  |
|                                                  |                                      | Isabella della Pusterla           | Pietro della Pusterla                         |  |  |       |  |  |                                                      |  |  |                                               |  |
|                                                  |                                      | Isabella della Pusterla           | Pietro della Pusterla                         |  |  |       |  |  |                                                      |  |  |                                               |  |
|                                                  |                                      | Isabella della Pusterla           | Chiara Visconti                               |  |  |       |  |  |                                                      |  |  |                                               |  |
|                                                  |                                      | Isabella della Pusterla           |                                               |  |  |       |  |  |                                                      |  |  |                                               |  |